# Popillia costalis
Popillia costalis är en skalbaggsart som beskrevs av Ohaus 1920. Popillia costalis ingår i släktet Popillia och familjen Rutelidae. Inga underarter finns listade i Catalogue of Life.